# Desa Krandon (administrativ by i Indonesien, lat -6,88, long 109,09)
Desa Krandon är en administrativ by i Indonesien.   Den ligger i provinsen Jawa Tengah, i den västra delen av landet, 260 km öster om huvudstaden Jakarta.